# Industry (Kalifornia)
Industry város az USA Kalifornia államában, Los Angeles megyében. Lakosainak száma 264 fő (2020. április 1.).

## Népesség
A település népességének változása:

| 2010 | 219 |
| 2020 | 264 |